# 안산시 상록구 을
안산시 상록구 을은 대한민국의 폐지된 국회의원 선거구이다. 당시 경기도 안산시 상록구의 일부 지역을 관할했다.

## 역사
2002년 11월, 안산시에 구제가 실시되면서 일반구인 상록구가 신설되었다. 이에 제17대 국회의원 선거를 앞두고 신설되었다.
2024년 제22대 국회의원 선거를 앞두고 안산시 지역의 선거구가 개편되었다. 이에 안산시 상록구 을 선거구에 해당하는 지역들이 모두 신설되는 안산시 을 선거구에 편입됨에 따라 폐지되었다.

## 관할 구역

### 안산시 상록구
- 일동
- 이동
- 부곡동
- 월피동
- 성포동
- 안산동

## 역대 국회의원
| 선거   | 정당 | 정당         | 의원   |
| ------ | ---- | ------------ | ------ |
| 2004년 |      | 열린우리당   | 임종인 |
| 2008년 |      | 친박연대     | 홍장표 |
| 2009년 |      | 민주당       | 김영환 |
| 2012년 |      | 민주통합당   | 김영환 |
| 2016년 |      | 더불어민주당 | 김철민 |
| 2020년 |      | 더불어민주당 | 김철민 |

## 역대 선거 결과

### 대한민국 제17대 국회의원 선거
|  | 47.90% |

|  | 25.81% |

|  | 17.64% |

|  | 6.45% |

|  | 1.11% |

|  | 1.06% |

### 대한민국 제18대 국회의원 선거
|  | 32.21% |

|  | 28.09% |

|  | 22.45% |

|  | 15.54% |

|  | 1.05% |

|  | 0.64% |

### 2009년 대한민국 재보궐선거
|  | 41.17% |

|  | 33.17% |

|  | 15.57% |

|  | 3.32% |

|  | 2.86% |

|  | 2.60% |

|  | 1.27% |

### 대한민국 제19대 국회의원 선거
|  | 59.58% |

|  | 40.41% |

### 대한민국 제20대 국회의원 선거
|  | 34.03% |

|  | 33.47% |

|  | 32.49% |

### 대한민국 제21대 국회의원 선거
|  | 57.77% |

|  | 40.74% |

|  | 1.48% |